# Ed Bordley
Ed Bordley (n. 14 ianuarie 1956, Dover, Delaware, SUA – d. 16 decembrie 2017, Bethesda⁠(d), comitatul Montgomery, Maryland, SUA) a fost un sportiv ce a reprezentat Statele Unite ale Americii. A participat la competiții asociate Jocurilor Olimpice în care a câștigat o medalie de aur.

## Participări
Lista de mai jos prezintă principalele competiții la care a participat Ed Bordley de-a lungul carierei.
- 1980 Summer Paralympics[*][1]